# لشکر یکم زرهی (لهستان)
لشکر ۱ زرهی لهستان (انگلیسی: 1st Armoured Division) لشکر زرهی نیروی زمینی لهستان بود، که در سال ۱۹۴۲ تأسیس شد و در سال ۱۹۴۷ منحل گردید.
لشکر ۱ زرهی یک یگان زرهی از نیروهای مسلح لهستان در جبهه غرب در طول جنگ جهانی دوم بود. این لشکر که در فوریه ۱۹۴۲ در دونس اسکاتلند تأسیس شد، تحت فرماندهی سرلشکر استانیسلاو ماچک قرار داشت و در اوج خود تقریباً ۱۸۰۰۰ سرباز داشت. این لشکر در مراحل پایانی نبرد نرماندی در اوت ۱۹۴۴ در طول عملیات توتالایز و نبرد چامبوا خدمت کرد و سپس در سراسر نبرد در شمال اروپا، عمدتاً به عنوان بخشی از ارتش اول کانادا، به جنگ ادامه داد.